# گرناویک
گَرناویک، روستایی است از توابع بخش قطور و در شهرستان خوی استان آذربایجان غربی ایران. این روستا دارای اثار باستنانی می باشد که بعد از زلزله اداره میراث موفق به کشف ان شد.

## جمعیت
این روستا در دهستان قطور قرار داشته و بر اساس سرشماری سال ۱۳۸۵ جمعیت آن ۱۰۲۲ نفر (۱۷۵ خانوار)
بوده‌است.